# Відновлення України (депутатська група)
Депутатська група «Відновлення України» — депутатська група у Верховній Раді України, утворена 22 травня 2022 року. Співголовами групи є нардепи Максим Єфімов та Ігор Абрамович.

## Історія
Депутатську групу було створено 22 травня 2022 року, про це повідомив народний депутат Ярослав Железняк у своєму Telegram-каналі.
У серпні 2022 року депутатська група налічувала 18 депутатів: більшість із них перейшли від «Опозиційної платформи — За життя», частина також від «Довіри» та позафракційних колишніх членів «Слуги народу». 21 вересня 2022 року до складу депутатської групи увійшов позафракційний нардеп, виключений раніше зі «Слуги народу» Євгеній Шевченко.

### Список учасників
Серед тих, хто ввійшов ДО групи «Відновлення України»:
- Ігор Абрамович («ОПЗЖ»)
- Анатолій Бурміч («ОПЗЖ»)
- Валерій Гнатенко («ОПЗЖ»)
- Дмитро Ісаенко («ОПЗЖ»)
- Ігор Кісільов («ОПЗЖ»)
- Олександр Лукашев («ОПЗЖ»)
- Володимир Мороз («ОПЗЖ»)
- Тетяна Плачкова («ОПЗЖ»)
- Наталія Приходько («ОПЗЖ»)
- Антоніна Славицька («ОПЗЖ»)
- Вадим Столар («ОПЗЖ»)
- Олександр Фельдман («ОПЗЖ»)
- Максим Єфімов («Довіра»)
- Олександр Ковальов («Довіра»)
- Олег Воронько (позафракційний)
- Артем Дмитрук (позафракційний)
- Олександр Юрченко (позафракційний)

## Скандали
22 липня 2025 року більшість учасників групи (з 17 депутатів 9 за, 3 не голосували, 5 відсутні) проголосували ́за проєкт закону 12414, що обмежує Національне антикорупційне бюро України та Спеціалізовану антикорупційну прокуратуру. Закон викликав хвилю загальноукраїнських антикорупційних протестів.